# Pseudocellus silvai
Pseudocellus silvai är en spindeldjursart som först beskrevs av Armas 1977.  Pseudocellus silvai ingår i släktet Pseudocellus och familjen Ricinoididae. Inga underarter finns listade i Catalogue of Life.